# Munnopsurus atlanticus
Munnopsurus atlanticus är en kräftdjursart som först beskrevs av Bonnier 1896.  Munnopsurus atlanticus ingår i släktet Munnopsurus och familjen Munnopsidae. Inga underarter finns listade i Catalogue of Life.